# 灵州
灵州，中国古代的一個州，灵州为中國西北古城，《蒙古秘史》称为之朵儿蔑该（Dormägai）。由于黄河水患，治所多次在银川平原黄河东岸的今吴忠市、灵武市变化，曾三次被黄河水冲毁，又于三次重建。大业三年（607年）改灵州设置灵武郡，从此在隋唐史籍中也称为灵武。历史上发生过多次灵州之战，对当时西北格局有重要影响。
唐开元年间，灵州是朔方节度使驻地，是唐朝最大军镇和军屯垦区，领兵6.47万。安史之乱时，由朔方节度使杜鸿渐迎接太子李亨到灵武，于天宝十五年阴历的七月初十日（756年8月9日）甲子之日在灵州城南门楼登基为帝，是为唐肃宗，改年号为至德，史称灵州登基。同年8月，郭子仪、李光弼率5万兵马到达灵州，唐肃宗授郭子仪为兵部尚书兼灵州大都督府长史，众将合兵一处，以图光复长安。郭子仪于次年9月击败安禄山部，收复长安。
唐、北宋初期、西夏时期城址位于今宁夏回族自治区吴忠市利通区西北古城镇。灵州在西夏时期为西夏陪都西平府。明初被黄河洪水冲毁，又在今宁夏回族自治区灵武市重建。

## 历史
西汉惠帝四年（前191年）置靈州縣，初曰靈洲，为北地郡19县之一，颜师古注：“水中可居曰洲，此地在河之洲，随水上下，未尝沦没，故号灵洲。”东汉时，为灵州县。
孝昌二年（526年），北魏升薄骨律镇为灵州。隋朝成立之初，設置靈州，並管轄4郡4縣。大業3年（607年）行政區重新劃分，靈州改為靈武郡，改隸環州管轄，同時編入鳴沙縣等六個下轄縣。
北宋初年，在灵州黄河以西置灵州河外五镇。
2003年5月8日，在宁夏吴忠市古城镇唐墓群发现的《吕氏夫人墓志铭》最终确定，隋唐时灵州在今宁夏回族自治区吴忠市西北。2003年5月8日，宁夏回族自治区吴忠市出土唐灵州墓志铭载：墓主人吕氏夫人“终于灵州私第”，“殡于回乐县东原”，据此，宁夏考古专家确认：古灵州城故址在今吴忠市境内。西夏改为西平府，为西夏陪都。
1226年冬11月，第四次蒙古灭西夏之战战况激烈，成吉思汗进攻西夏陪都西平府（灵州），遭遇西夏守将嵬名令公顽强抵抗，两军在灵州城西结冰的黄河上展开肉搏，双方死伤惨重，《史集》作者拉施特这样记载：“（灵州战役）两军对阵之激烈，为蒙古军队南征北战遇到的最顽强抵抗”。
元朝时，灵州属宁夏府路。
明朝为灵州所，洪武三年（1370年）罢灵州。洪武十七年（1384年），黄河发大水，淹没古灵州城（今吴忠市古城镇），“城凡三徙”，最后于宣德三年（1428年）迁至今灵武市市区，明朱栴称为“今之新城”，即新灵州城。弘治十三年（1500年）九月，复置灵州，直隶陕西布政司，是为灵州直隶州。清朝雍正三年属宁夏府，为不辖县的散州。1913年，灵州改为灵武县。

## 行政区划

### 隋朝
| 隋朝时行政区划变迁 | 隋朝时行政区划变迁 | 隋朝时行政区划变迁 | 隋朝时行政区划变迁 | 隋朝时行政区划变迁 | 隋朝时行政区划变迁 | 隋朝时行政区划变迁                        |
| 区分               | 開皇元年           | 開皇元年           | 開皇元年           | 開皇元年           | 区分               | 大業3年                                   |
| ------------------ | ------------------ | ------------------ | ------------------ | ------------------ | ------------------ | ----------------------------------------- |
| 州                 | 靈州               | 靈州               | 靈州               | 靈州               | 郡                 | 靈武郡                                    |
| 郡                 | 普乐郡             | 新昌郡             | 怀远郡             | 历城郡             | 縣                 | 回乐县 怀远县 灵武县 丰安县 弘静县 鸣沙县 |
| 縣                 | 回乐县             | 临河县             | 怀远县             | 建安县             | 縣                 | 回乐县 怀远县 灵武县 丰安县 弘静县 鸣沙县 |

## 历代刺史
唐朝
- 郭子和（618年，总管）
- 唐奉义（619年—620年，总管）
- 杨师道（621年—622年，总管）
- 李道宗（622年—623年，总管）
- 杨师道（624年，都督）
- 李道宗（625年—627年，都督）
- 李道宗（629年，都督）
- 张宝相（630年，都督）
- 尉迟敬德（631年—634年，都督）
- 李孝节（贞观年间，都督）
- 李正明（贞观年间，都督）
- 崔敦礼（643年—646年，都督）
- 王立行（贞观末年高宗初，都督）
- 郑仁泰（653年—657年，都督）
- 李君球（高宗时，都督）
- 宇文某（垂拱年间，都督）
- 唐休璟（证圣年间，都督）
- 薛孤知福（武周时，都督）
- 甄士粲（710年，都督）
- 臧怀亮（中宗时，都督）
- 吕休璟（714年，都督）
- 杜宾客（715年）
- 强循（716年，都督）
- 魏靖（720年，都督）
- 杜宾客（721年）
- 田宏（开元前期）
- 王上客（开元年间，都督）
- 白知节（开元年间，都督）
- 田仁琬（732年）
- 李暹（开元年间）
- 李琳（开元末年，都督）
- 王忠嗣（742年—746年，自此兼任朔方节度使）
- 张齐丘（746年—750年，灵武郡太守）
- 安思顺（750年—751年，灵武郡太守）
- 李林甫（751年—752年，遥领灵武郡太守）
- 李暐（751年—752年，知留后事，遥领灵武郡太守）
- 安思顺（752年—755年，灵武郡太守）
- 郭子仪（755年—759年，灵武郡太守、灵武郡都督府长史）
- 李光弼（759年）
- 郭子仪（762年，灵州大都督府长史）
- 仆固怀恩（762年—764年，灵州大都督府长史）
- 郭子仪（764年—779年，灵州大都督，遥领）
- 何游仙（764年，灵州大都督府长史）
- 路嗣恭（765年—768年，灵州大都督府长史）
- 常谦光（768年—779年，灵州大都督府长史）
- 崔宁（779年—781年，灵州大都督，未任）
- 杜希全（779年—783年，留后）
- 李怀光（781年—783年灵州大都督，未任）
- 宁景璿（783年—784年）
- 浑瑊（784年，灵州大都督）
- 杜希全（784年—793年，灵州大都督）
- 李谅（794年—795年，灵州大都督，遥领）
- 李栾（794年—807年，灵州大都督府长史）
- 范希朝（807年—809年，灵州大都督府长史）
- 王佖（809年—813年，灵州大都督府长史）
- 阿跌光进（813年—815年，灵州大都督府长史）
- 杜叔良（815年—820年，灵州大都督府长史）
- 李听（820年—822年，灵州大都督府长史）
- 李进诚（822年—826年）
- 李文悦（828年—832年）
- 王晏平（832年—836年，灵州大都督府长史）
- 魏仲卿（836年）
- 李彦佐（843年—845年）
- 何清朝（845年）
- 史宪忠（846年—847年）
- 米暨（847年）
- 李钦（849年）
- 朱叔明（849年—851年）
- 田牟（851年—853年）
- 李彦佐（853年）
- 刘潼（853年—857年，灵州大都督府长史）
- 唐持（857年—859年，灵州大都督府长史）
- 李公度（咸通初年）
- 裴识（863年）
- 侯固（咸通中）
- 卢潘（869年）
- 胡某，常侍（咸通中）
- 唐弘夫（871年年—881年，灵州大都督府长史）
- 李钧（874年）疑未任
- 李玄礼（中和年间）
- 韩某（光启至大顺年间）
- 韩遵（景福至光化年间）
- 韩逊（899年—914年）